# 池田美加
池田美加（日语：／ Ikeda Mika，1950年—），是日本已退役女子羽球運動員。
池田美加在1974年與湯木博惠一起贏得全日本羽球錦標賽女子雙打冠軍。一年後，她與今井茂滿一起贏得全日本混合雙打冠軍。在1975年優霸盃女子團體世界錦標賽決賽中，她代表的日本隊以2:5輸給印尼隊。她湯木博惠輸掉兩點女子雙打。